# Лінія Гайнала

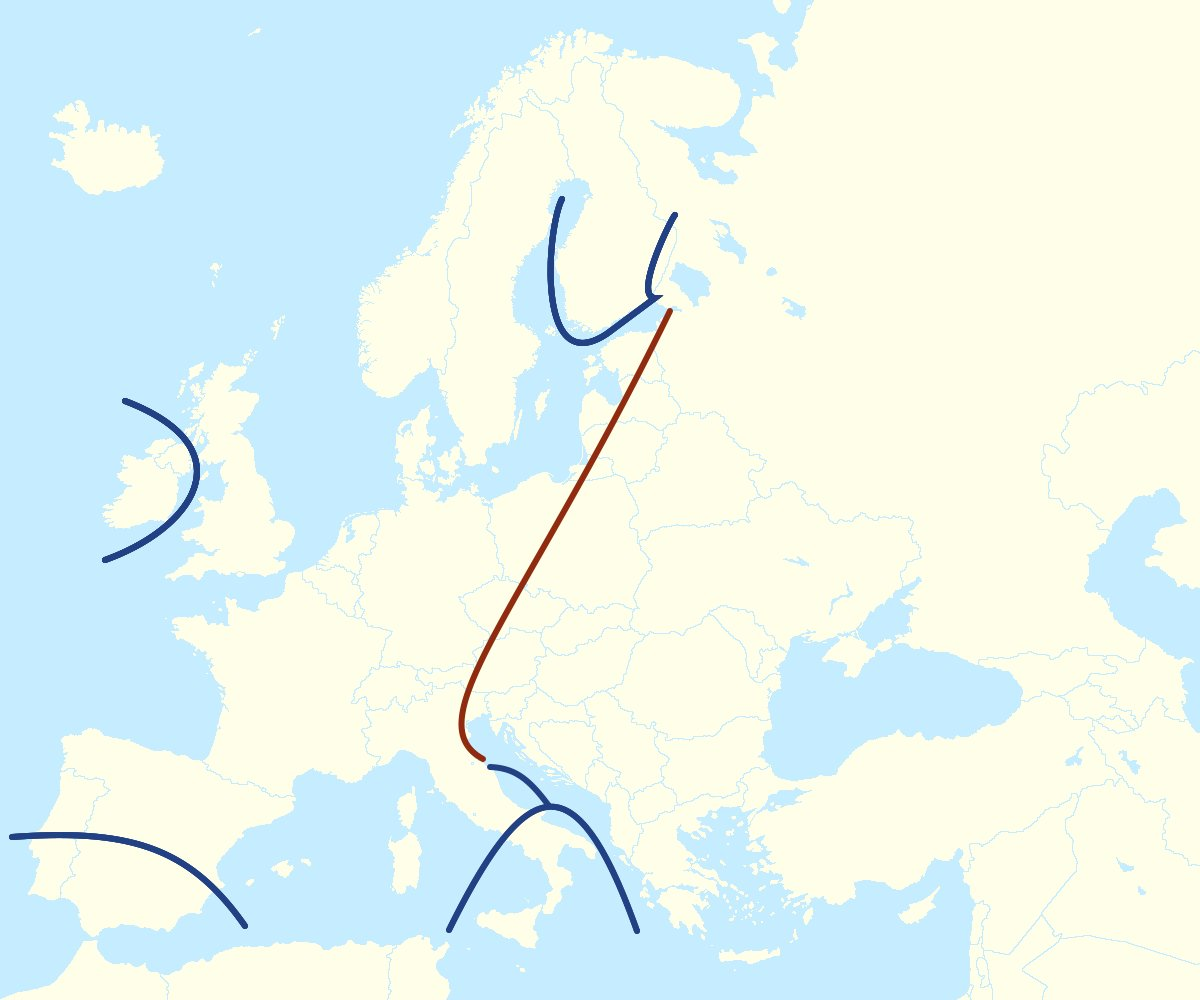
Лінія темно-червоного кольору — лінія Гайнала. Темно-сині лінії відділяють райони високої шлюбності на захід від лінії Гайнала

Лінія Гайнала — умовний кордон, який з'єднує Санкт-Петербург (Росія) та Трієст (Італія). У 1965 році угорсько-британський математик та статистик Джон Гайнал встановив, на підставі демографічного аналізу, що вона поділяє Європу на два регіони, які характеризуються різними рівнями шлюбності. На захід від лінії відсоток шлюбів, а отже, й народжуваність, були порівняно низькими, і значна частина жінок одружувалися пізно або залишалися неодруженими; на схід від лінії, а також у Середземномор'ї та окремих регіонах Північно-Західної Європи (див.малюнок), ранній шлюб був нормою, а високій народжуваності протистояла висока смертність.

## Огляд
На захід від цієї лінії: 
- середній вік першого шлюбу для жінок становив 23 роки або більше,[4] для чоловіків — 26 років;
- подружжя були відносно близькими за віком[5],
- значна кількість жінок вперше одружувались після 30 або 40 років, а від 10 % до 20 % дорослих ніколи не одружувалися.[6][7][8]

На схід від лінії, середній вік обох статей у шлюбі був молодшим, різниця у віці подружжя була більшою, а шлюб — майже 100 % поширеним. Подальші дослідження чітко підтвердили континентальний розрив, виявлений Гайналом, і те, що стало відомим як «західноєвропейська модель шлюбу», хоча історичні демографи також зазначили, що в кожному регіоні існують значні розбіжності: 
- на захід від лінії приблизно половина всіх жінок у віці від 15 до 50 років були одружені, а інша половина були вдовами або неодруженими;
- на схід від лінії близько сімдесяти відсотків жінок, які перебувають у цій віковій групі, були одружені, а інші тридцять відсотків — вдовами чи монахинями.[9]

Те, що деякі вдови одружувалися вдруге, також підтримувало вік шлюбу порівняно високим; наприклад, якщо жінки вперше одружилися у віці двадцяти одного року, а двадцять відсотків усіх весіль мали вдову наречену і середній вік другого одруження становив сорок років, то середній шлюбний вік для жінок становитиме 24,8 років: (21 × 0,8) + (40 × 0,2) = 24,8. Частка шлюбів, які були повторними шлюбами (вдови та / або вдовці, що знову одружуються) в кінці 1500-х років сягала тридцяти відсотків; ця частка впала до трохи більше одинадцяти відсотків на початку 1800-х років.
Середній вік при першому шлюбі піднявся до 25 років для жінок та 27 для чоловіків в Англії та Нижніх країнах до кінця 16 століття. Відсоток одружених англійців знизився з понад 90 % до трохи більше 80 % протягом 17 століття і їх середній вік при першому шлюбі піднявся до 26. 
Проте, у Західній Європі залишатись великі розбіжності; в той час як в Лоулендс спостерігались подібні до Англії моделі, коли жінки одружувались в середині двадцятих років після періоду домашньої служби, високий рівень народжуваності в Гайлендс та на Гебридах вказує на нижчий вік шлюбу для нареченої в цих регіонах.
У 1620 р. середній вік першого шлюбу для шведських жінок становив приблизно 20 років, а частка самотніх жінок становила менше 10 %, але до кінця 18 століття вона зросла приблизно до 26 років і продовжувала зростати разом з процентом безшлюбності внаслідок падіння рівня дитячої смертності, зниження голоду та інших факторів.
Аналогічно, вік шлюбу в Ірландії в 1830 році становив 23,8 для жінок і 27,5 для чоловіків, коли раніше він становив 21 і 25 років відповідно, і лише близько 10 % дорослих залишалися неодруженими; у 1840 році вік відповідно зріс до 24,4 і 27,7 років; а протягом десятиліть після Великого голоду вік шлюбу збільшився до 28–29 років для жінок та 33 років для чоловіків і майже третина ірландців і чверть ірландок ніколи не одружувалися через хронічні економічні проблеми, що стримували ранній шлюб.

### Ефекти
Західноєвропейська модель пізнього і не універсального шлюбу масово обмежувала народжуваність, особливо коли вона поєднувалася з дуже низьким рівнем народжень поза шлюбом. Контроль народжуваності відбувався більше шляхом затягування шлюбу, ніж обмеженням народжуваності всередині нього. Життєва фаза жінки від менархе (як правило, досягалось в середньому в 14 років, приблизно 12 років для жінок вищого класу) до народження першої дитини була незвично довгою, в середньому десять років.

### Економіка
Класові відмінності відігравали велику роль у тому, коли пара може одружитися; чим заможнішою була пара, тим більш ймовірно, що вони мали одружитися раніше. Дворяни і дворянки одружувалися рано, але вони були невеликою меншиною. Тисяча свідоцтв про одруження, виданих Кентерберійською єпархією між 1619 і 1660 роками, свідчать, що лише одній нареченій було тринадцять років, чотирьом було п'ятнадцять, дванадцяти — шістнадцять, сімнадцяти — сімнадцять, а інші 966 наречених були у віці дев'ятнадцять років або старші, коли вони одружилися вперше. Церква передбачала, що і наречений, і наречена повинні мати принаймні 21 рік, щоб одружуватися без згоди їхніх сімей; найпоширенішими віками шлюбу були 22 роки для жінок, 24 — для чоловіків; медіанний вік становив 22,8 у жінок та 25,5 у чоловіків; середній вік становив 24 роки для жінок і майже 28 років для чоловіків. Наймолодшими нареченими були знать і шляхта.
Помірні показники народжуваності, смертності та шлюбу в регіоні були пов'язані з економікою; коли часи були кращими, більшість людей могли дозволити собі одружитися рано і, таким чином, мати більше дітей, і навпаки, більше людей відкладали шлюби (або залишалися неодруженими) і народжували менше дітей, коли часи були погані. Це контрастує з суспільствами за межами цього західноєвропейського регіону, де ранній шлюб для обох статей був практично універсальним і високій народжуваності протидіяла висока смертність; у 15 столітті тосканську жінку у 21 рік вважали б застарою для шлюбу, кінцем якого вважався вік 19 років, і принаймні 97 відсотків флорентійських жінок були одружені у віці до 25 років, тоді як 21 рік був типовим віком англійської нареченої.

## Значення
Модель пізніх шлюбів у регіоні отримала значну наукову увагу частково тому, що видається унікальною; її не було знайдено в жодній іншій частині світу до 20 століття (крім частин Південно-Східної Азії). Існування моделі досить точно прослідковано до 16 століття, коли демографічні докази досліджень сімейних станів підтверджують реконструкції поширеність цієї картини. Існування системи пізніх шлюбів раніше цього періоду є питанням припущень через відсутність достатнього матеріалу. Наприклад, за деякими даними, більшість англійських пар, здавалося, вперше одружувалися в свої ранні двадцяті роки до початку Чорної смерті, а згодом, коли економічні умови були кращими, часто одружувались у пізньому підлітковому віці. Багато істориків замислювалися про те, чи може цей унікальний шлюбний режим частково пояснити, чому капіталізм вперше прижився в Північно-Західній Європі, сприяючи порівняно низьким показникам смертності регіону, прискорюючи роздробленість селянства та невдовзі формуючи рухливий клас безземельних заробітчан. Інші наголошують на важливості моделі пізнього шлюбу для гендерних відносин, для відносної сили становища жінок в шлюбі, системи «подружнього» приданого в Північно-Західній Європі (в якій придане приєднувалось до багатства чоловіка і, таким чином, збільшувалось або зменшувалось в залежності від обставини — можливо, це було стимулом для багатьох жінок працювати), центральності вдів у спадщині сільських земель та життєздатність мереж жіночих громад.

## Подальше читання
- Coale, Ansley J; Watkins, Susan Cotts (1986). The Decline of Fertility in Europe. Princeton, NJ: Princeton University Press. ISBN 978-0691101767.(англ.)
- Levine, David (1977). Family Formation in an Age of Nascent Capitalism. New York: Academic Press. ISBN 978-0124450509.(англ.)
- Seccombe, Wally (1992). A Millennium of Family Change, Feudalism to Capitalism in Northwestern Europe. London; New York: Verso. ISBN 978-0860913320.(англ.)
- Therborn, Göran (2004). Between Sex and Power, Family in the World, 1900–2000. Routledge Press. с. 144–145. ISBN 978-0415300780.(англ.)
- Hartman, Mary S (2004). The Household and the Making of History, A Subversive View of the Western Past. Cambridge; New York: Cambridge University Press. ISBN 978-0521536691.(англ.)